# Quibungo (província)
Quibungo (em inglês: Kibungo) era uma intara (província) do centro-norte de Ruanda, com sede em Quibungo. Possuía 2 964 quilômetros quadrados de área e segundo censo de 2002, havia 702 248 habitantes. Foi abolida em 2006 com a reformulação territorial do país. Dividia-se em vários distritos:
| Distrito  | Nome nativo | População (2002) | Área (km2) |
| --------- | ----------- | ---------------- | ---------- |
| Ciarubare | Cyarubare   | 67 184           | 405        |
| Cabarondo | Kabarondo   | 67 750           | 232        |
| Quibungo  | Kibungo     | 43 582           | 97         |
| Quigarama | Kigarama    | 62 773           | 249        |
| Mirengue  | Mirenge     | 101 026          | 419        |
| Muazi     | Muhazi      | 58 492           | 150        |
| Nharubuie | Nyarubuye   | 49 565           | 439        |
| Ruquira   | Rukira      | 60 330           | 286        |
| Russumo   | Rusumo      | 149 643          | 601        |
| Ruamagana | Rwamagana   | 47 203           | 87         |